# Allt om hemdatorer
Allt om hemdatorer var en tidning om datorer som gavs ut av Basic Press mellan 1983 och 1985. Så som var brukligt på den tiden täckte tidningen så gott som alla hemdatorformat som fanns på marknaden, och blandade nyheter och tekniska artiklar med spelrecensioner och programlistningar i BASIC som läsaren själv fick knappa in i sin dator. Till listningarna hörde också kassettomslag att klippa ut och använda när man sparade programmen på kassettband.